# Keisuke Kimura
Keisuke Kimura (木村 圭佑, Kimura Keisuke), né le 15 décembre 1991 à Kusatsu (Shiga), est un coureur cycliste japonais.

## Palmarès et résultats

### Palmarès par année
- 2012
  - 3e du championnat du Japon de course aux points
- 2016
  - 3e du championnat du Japon sur route
- 2017
  - 3e du championnat du Japon sur route

### Classements mondiaux
| Année         | 2016 | 2017 |
| ------------- | ---- | ---- |
| UCI Asia Tour | 171e | 172e |